# Qasr al-Hallabat (castello)
Il complesso di Qasr al-Hallabat è un castello che si trova nell'omonima città nel deserto orientale della Giordania. 

## Storia
Originariamente una fortezza romana costruita sotto l'imperatore Caracalla per proteggere i suoi abitanti dalle tribù beduine, questo sito risale al II e III secolo d.C., anche se vi sono tracce di presenza nabatea nel sito. Era un forte su tanti nella strada romana, Via Nova Traiana, una rotta che collegava Damasco ad Aila (l'odierna Aqaba) passando per Petra e Filadelfia (l'odierna Amman). Tuttavia, nell'VIII secolo, il califfo omayyade Hisham ibn 'Abd al-Malik ordinò che le strutture romane venissero demolite per riqualificare questo sito militare e il suo territorio limitrofo fino a diventare uno dei più grandiosi complessi omayyadi del deserto.
Guidato dal piano attuale, incorporò una moschea (trovata a 15 metri da sud-est della struttura principale), un complicato sistema idrico comprendente cinque cisterne e un serbatoio d'acqua considerevolmente grande, e un bagno pubblico. Inoltre, situato ad ovest del palazzo, rimane una struttura chiusa probabilmente utilizzata per scopi agricoli come la coltivazione di ulivi e/o viti. Mentre solo un'impronta di pietra a un solo strato della struttura agricola è ancora in piedi, tre sezioni di mura della moschea, incluso il mihrab nel muro meridionale, rimangono intatte. Il palazzo principale è costruito in basalto nero e pietra calcarea e ha una pianta quadrata con torri ad ogni angolo. Grandi di statura, le strutture principali sono state ulteriormente arricchite con mosaici decorativi che raffigurano un assortimento di animali, affreschi dettagliati e intagli in stucco molto lavorati. Il sito deve essere completamente restaurato.
A circa 1400 metri ad est del palazzo si trovano i resti della moschea di Qusayr al-Hallabat. Piccola in scala, misura 10,70 per 11,80 metri ed è costruita in pietra calcarea stratificata. All'interno, due riwaq ad arco dividono la moschea in tre sezioni. Una modanatura arrotondata estende il perimetro dello spazio all'altezza di 2,10 metri. Simile al Qusayr Amra e al Hammam as-Sarah, tre volte a tunnel sostengono il tetto della struttura. Circondando la moschea da nord, ovest e est si ergeva un portico largo 3,30 metri.